# Louis Bastien (sportif)
Pour les articles homonymes, voir Louis Bastien et Bastien.
Louis Bastien (né le 26 octobre 1881 dans le 3e arrondissement de Paris et mort le 13 août 1963 à Châteauroux) est un coureur cycliste et escrimeur français du début du XXe siècle, dont la spécialité est le cyclisme sur piste. Il pratique également l'épée lors des épreuves d'escrime.

## Biographie
En 1900, il devient champion du monde de demi-fond amateurs.
Il participe aux Jeux olympiques d'été de 1900, organisés à Paris en France. Il remporte la médaille d'or des 25 kilomètres, lors des épreuves de cyclisme sur piste. Durant ces Jeux, il prend part également à l'épreuve de l'épée individuelle.

## Palmarès

### Jeux olympiques
- Paris 1900
  -  Champion olympique sur piste 25 km

### Championnats du monde
- Paris 1900
  -  Champion du monde de demi-fond amateurs (sur 100 kilomètres, troisième Louis Hildebrand)[2].

## Vie privée
Il se marie en 1914 avec Augustine Godu, participe à la grande guerre où il est décoré de la Croix de guerre, et retourne dans le civil à une vie de comptable.